# Awatera
Awatera — російська лінгвістична компанія, яка надає послуги з перекладу та багатомовної локалізації більш ніж у 80 мовних напрямках.
Офіси компанії розташовані у Москві, Києві, Казані, Алмати.
Також у 2012 році після придбання 100 % американської компанії Connective Language Services у ABBYY Language Services з’явився повноцінний офіс на території США.
Входить до групи компаній ABBYY.
За даними міжнародної некомерційної асоціації LISA (Localization Industry Standards Association), ABBYY Language Services входить до п’ятірки найбільших перекладацьких російських компаній. Усього в Росії налічується понад 800 перекладацьких компаній.

## Історія
У 2003 році була створена незалежна перекладацька компанія «Переведем.ру». 2007 року шляхом дружнього злиття вона ввійшла до групи компаній ABBYY, тоді з’явився новий бренд ABBYY Language Services, а «Переведем.ру» почав використовуватися як бренд сервісів онлайн-перекладу.

## Технології
Для перекладу та локалізації ABBYY Language Services використовує власні технології, зокрема ABBYY Lingvo.Pro Corporate, ABBYY Translation Management System тощо.
Компанія першою у Росії в 2011 році запустила сервіс, який не потребує попереднього замовлення і дозволяє у режимі реального часу підключити перекладача до телефонної розмови, — ABBYY ruPhone.
У 2013 році компанія ABBYY Language Services у партнерстві з групою компаній Eruditor Group запустила сервіс для добору усних перекладачів Interpret.Me.